# تپه خروج
تپه خروج مربوط به هزاره سوم پیش از میلاد است و در شهرستان تربت حیدریه واقع شده و این اثر در تاریخ ۱۳ بهمن ۱۳۸۸ با شمارهٔ ثبت ۲۹۰۶۵ به‌عنوان یکی از آثار ملی ایران به ثبت رسیده‌است.